# Phimochirus leurocarpus
Phimochirus leurocarpus är en kräftdjursart som beskrevs av McLaughlin 1981. Phimochirus leurocarpus ingår i släktet Phimochirus och familjen eremitkräftor. Inga underarter finns listade i Catalogue of Life.